# Laussonne (Fluss)
Die Laussonne ist ein kleiner Fluss in Frankreich, der im Département Haute-Loire in der Region Auvergne-Rhône-Alpes verläuft. Sie entspringt im Regionalen Naturpark Monts d’Ardèche im Gemeindegebiet von Moudeyres, entwässert generell in nordwestlicher Richtung und mündet nach rund 20 Kilometern im Gemeindegebiet von Coubon als rechter Nebenfluss in die Loire.

## Orte am Fluss
(Reihenfolge in Fließrichtung)
- La Vialette, Gemeinde Moudeyres
- Laussonne
- Les Badioux, Gemeinde Laussonne
- Chante Geai, Gemeinde Lantriac
- Le Château de l’Herm, Gemeinde Le Monastier-sur-Gazeille
- Arsac-en-Velay
- Coubon

## Besonderheiten
- Viaduc des Badioux, Eisenbahnviadukt über das Tal des Flusses im Gemeindegebiet von Laussonne. Die geplante Bahnstrecke unter dem Namen Transcévenole zwischen Le Puy-en-Velay und Lalevade-d’Ardèche wurde jedoch nie fertig gebaut und in Betrieb genommen.

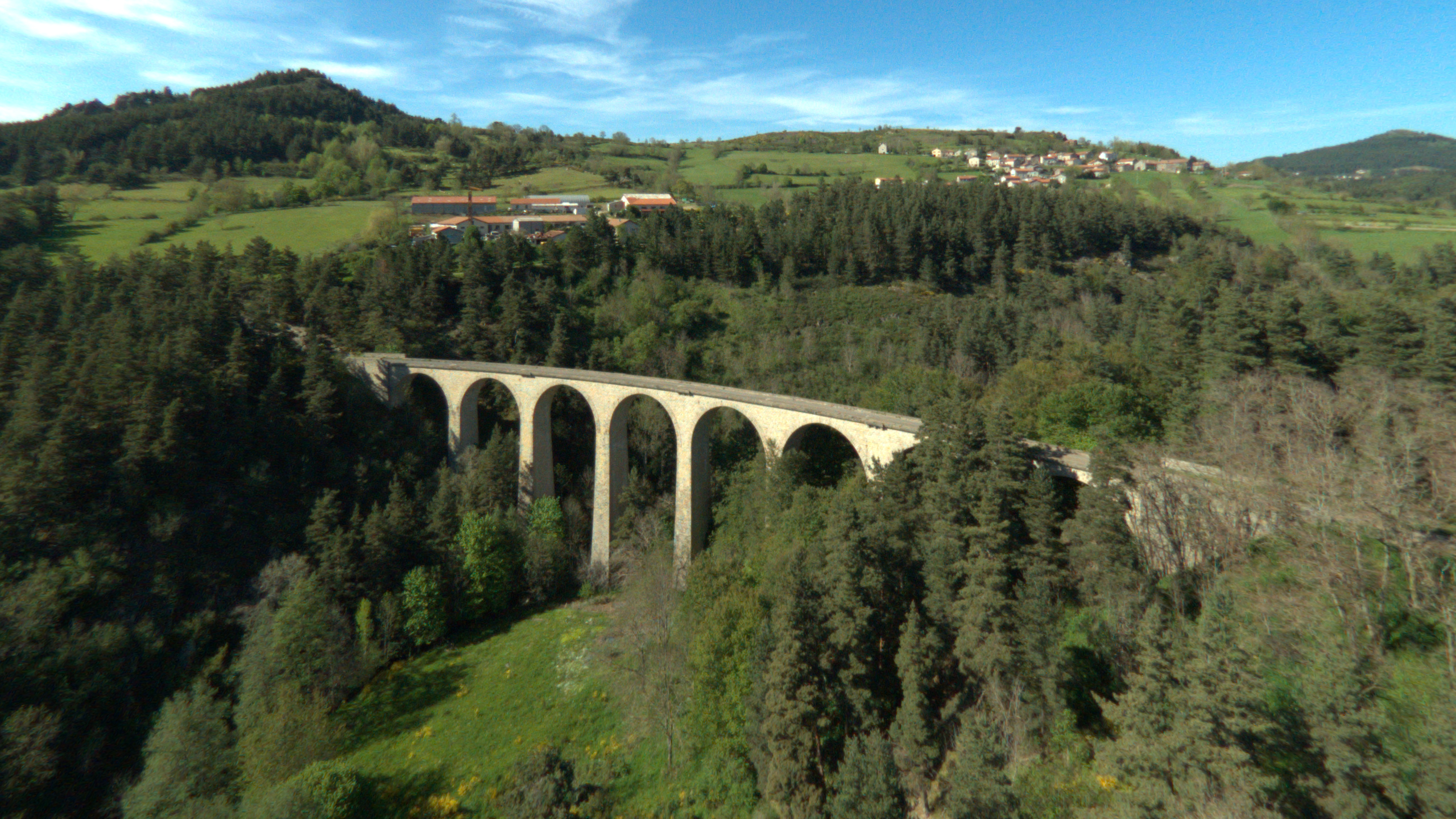
Viaduc des Badioux